# Nuova Zelanda ai Giochi della VIII Olimpiade
La Nuova Zelanda partecipò ai Giochi della VIII Olimpiade, svoltisi a Parigi dal 4 maggio al 27 luglio 1924,  
con una delegazione di 4 atleti, di cui 1 donna, impegnati in 3 discipline,
aggiudicandosi 1 medaglia di bronzo.

## Medagliere

### Per discipline
| Sport            | Oro | Argento | Bronzo | Totale |
| ---------------- | --- | ------- | ------ | ------ |
| Atletica leggera | 0   | 0       | 1      | 1      |
| Totale           | 0   | 0       | 1      | 1      |

### Medaglie
| Medaglia | Atleta         | Sport            | Evento          |
| -------- | -------------- | ---------------- | --------------- |
| Bronzo   | Arthur Porritt | Atletica leggera | 100 metri piani |